# Önningebykolonin

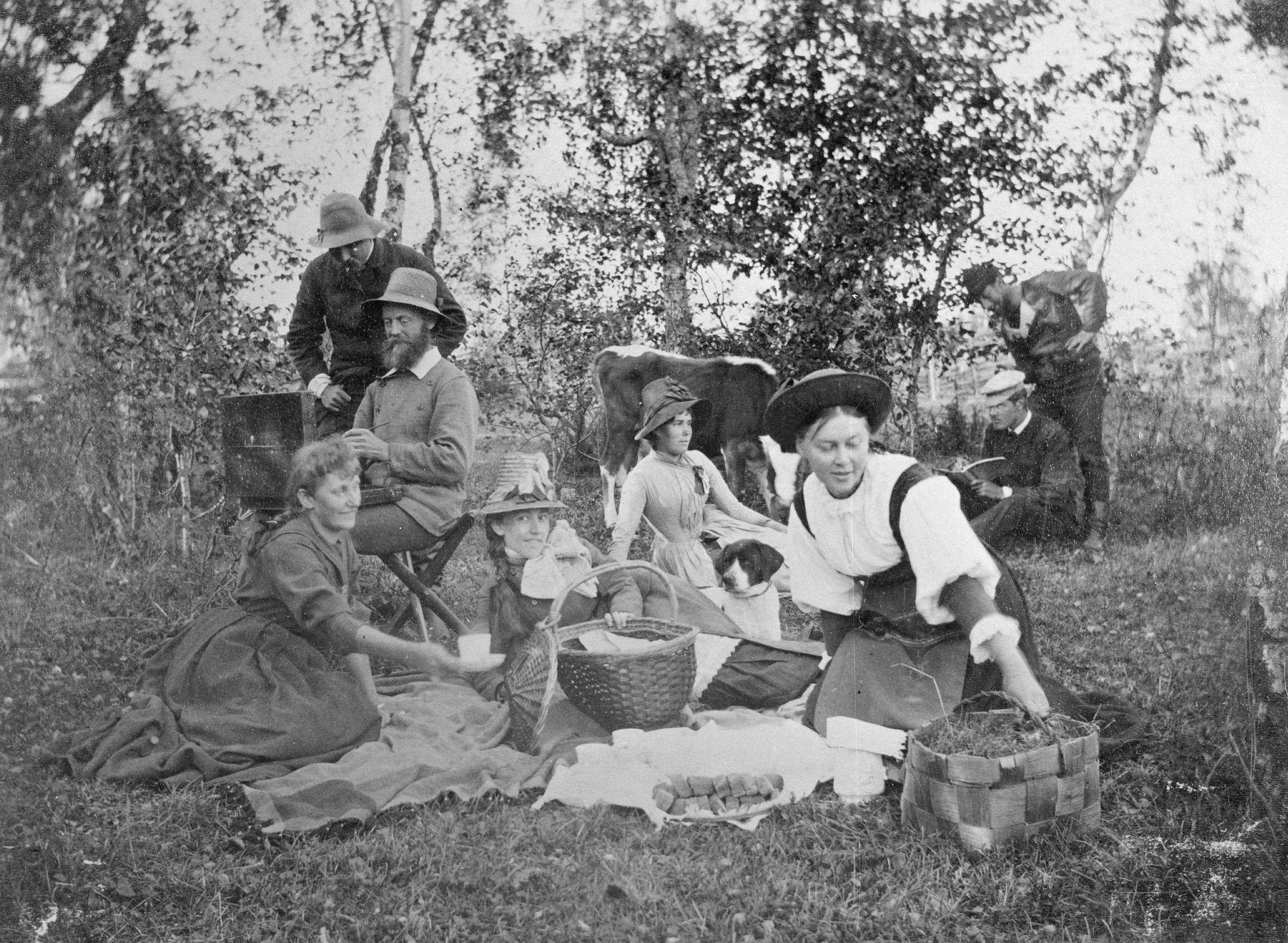
Les membres de la colonie en 1886, photographiés par Aksel Paul. Assises au premier plan : Hanna Rönnberg, Hilma Westerholm, Elin Danielson et Nina Ahlstedt. Assis au second plan : Alexander Federley. Debout près de lui : Victor Westerholm.

Önningebykolonin (« la colonie d'Önningeby ») est un groupe de peintres suédois et finlandais rassemblé à Önningeby (Jomala), dans l'archipel d'Åland, de 1886 à 1914.

## Histoire
Le peintre finlandais Victor Westerholm se rend pour la première fois à Åland en 1880. Il s'installe dans l'archipel en 1886 avec son épouse Hilma Alander, dans la propriété de Tomtebo, et invite des collègues peintres finlandais et suédois à venir le rejoindre : Fredrik Ahlstedt et son épouse Nina, J.A.G. Acke, Edvard Westman et Hanna Rönneberg sont parmi les premiers.
Le groupe est surtout actif durant ses six premières années d'existence : les Westerholm organisent des fêtes et des excursions à travers les îles, prétexte à peindre des paysages d'après nature. Plusieurs membres du groupe sont influencés par le mouvement impressionniste, et leurs toiles suscitent des réactions de rejet dans le monde de l'art finlandais. Le groupe se disperse peu à peu à partir de 1892, et l'éclatement de la Première Guerre mondiale vient mettre un terme définitif à son existence.

## Membres
- J.A.G. Acke (1859-1924)

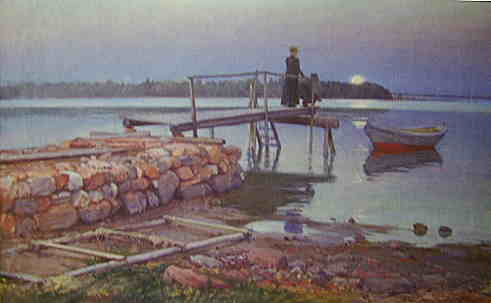
Bryggan vid Tomtebo vid Lemströms kanal, par Elin Danielson-Gambogi.

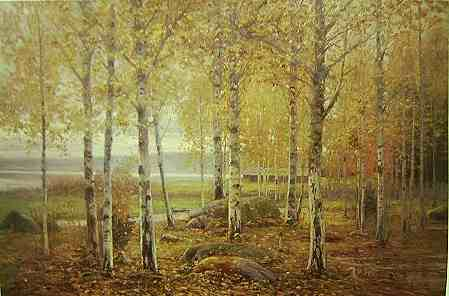
Strandlandskap, par Edvard Westman.

- Eva Acke (née Topelius) (1855-1929)
- Fredrik Ahlstedt (1839-1901)
- Nina Ahlstedt (1853-1907)
- Elin Danielson-Gambogi (1861-1919)
- Ellen Favorin (1853-1919)
- Aleksander Federley (1865-1932)
- Raffaello Gambogi (1874-1943)
- Ida Gisiko-Spärck (1859-1940)
- Amélie Lundahl (1850-1914)
- Elias Muukka (1853-1938)
- Elin Alfhild Nordlund (1861-1941)
- Hanna Rönnberg (1862-1946)
- Helmi Sjöstrand (1865-1950)
- Dora Wahlroos (1870-1947)
- Anna Wengberg (1865-1936)
- Victor Westerholm (1860-1919)
- Edvard Westman (1865-1917)